# 米爾布里奇 (緬因州普查規定居民點)
米爾布里奇（英語：Milbridge）是位於美國緬因州華盛頓縣的一個普查規定居民點。

## 人口
根據2020年美國人口普查的數據，米爾布里奇的面積為5.41平方千米，當中陸地面積為4.74平方千米，而水域面積為0.67平方千米。當地共有人口435人，而人口密度為每平方千米80.41人。